# Клекотки
Клекотки́ — село Скопинского района Рязанской области.

## География
Расположено на западе Скопинского района у границы с Тульской областью в 30 км к северо-востоку от города Епифань и в 40 км к западу от Скопина. Село расположено на водоразделе между верховьев рек Прони и Сухой Таболы.

## Транспорт
В черте села проходит линия Московская железная дорога, станция Клекотки. Имеется регулярное железнодорожное сообщение со станциями Узловая и Павелец.

## История
Долгое время местность была необжитой, но являлась излюбленным местом отдыха птиц при их весенних и осенних перелётах. Весной и осенью в этих местах, обильных мелкими озёрами и болотами, шумели птичьи базары, стоял клёкот — крик крупных птиц: гусей, лебедей, журавлей. За птичий гам эту местность прозвали «клекотка́ми». По другим данным, название села произошло от названия реки Клекотки, правого притока реки Мокрая Табола.
Село Клекотки было основано как «военный лагерь» во времена царствования Ивана Грозного с целью укрепления южных границ Русского государства. Место было выбрано при слиянии двух родниковых ручьев, один из которых протекает вдоль лесистой низины с востока на запад, второй — от северной части села на юг, тем самым образуя угол. Эта часть села теперь называется «Углом». Важную роль при обороне села играла плотина, при помощи которой можно было поднять уровень воды. Об этих военных временах теперь напоминает название моста — Майоровский.
На территории села находится селище XIV—XVII веков (центральная часть села, 0,5 км к западу от центра, на левом берегу реки Клекотки). В настоящее время археологический памятник распахан под огороды, на которых нередко находят фрагменты керамики XVI—XVII веков.
В начале XVIII века село Клекотки Епифанского уезда Тульской губернии принадлежало князьям Голицыным и позднее было разделено между несколькими помещиками. В 1820-х годах в селе находились три усадьбы мелкопоместных дворян Авиловых, Нечаевых и Максимовых, а также одна — богатого владельца дворянского рода Страховых.
В 1857 году население села составляло 1090 человек, из них 45 лиц военного ведомства, 35 — гражданского ведомства, 18 купцов, мещан и цеховых, 504 казённых крестьянина и 488 крестьян помещичьих.
В 1740 году на средства князя И. А. Голицына был построен первый деревянный сельский храм во имя Богоявления Господня. Однако к середине XIX века здание обветшало, и в 1848 году помещик Страхов выстроил на свои средства новую деревянную церковь. Это здание было уничтожено в советское время.
В 1888 году началось возведение нового каменного храма, который сохранился до сих пор. К этому времени население села достигло 3000 человек. Сначала с северной стороны деревянной Богоявленской церкви была построена колокольня, а в 1891 году началось строительство нового каменного храма, который в 1899 году был освящён во имя Богоявления Господня. В 1930-х годах храм был закрыт, а в 1990-х — возвращён верующим как Крестовоздвиженский храм.
В 1869—1874 годах была построена линия Сызрано-Вяземской железной дороги, и в селе возникла железнодорожная станция Клекотки. Во время голода начала 1890-х годов в этих краях побывал писатель Л. Н. Толстой. По свидетельству дочери писателя Т. Л. Сухотиной-Толстой, 26 октября 1891 года Толстой прибыл на станцию Клекотки, где ему пришлось заночевать на постоялом дворе из-за метели. На следующий день писатель направился в Бегичёвку (имение И. И. Раевского), находившееся в Данковском уезде Рязанской губернии, в 30 верстах к югу от железной дороги. Позднее, в 1891—1892 годах Л. Н. Толстой неоднократно посещал населённые пункты Данковского и Епифанского уездов, изучал условия жизни местных крестьян, организовывал бесплатные столовые для голодавших. Наблюдения писателя, сделанные в это время, легли в основу его статьи «О голоде».
В 1926—1929 годах Клекотки были центром Клекотковского района Тульской губернии.
В ходе Великой Отечественной войны в ноябре-декабре 1941 года павильон железнодорожной станции был разрушен, а на его месте сейчас находится постройка послевоенного времени. Представление об архитектуре того времени даёт сохранившееся рядом пристанционное служебное помещение.
В Клекотках прошли детские годы Л. А. Авиловой (Страховой, 1864—1943), писательницы начала XX века, автора воспоминаний об А. П. Чехове.
В конце XIX века имение в селе Клекотки было выкуплено литератором С. Н. Худековым. Здесь выращивались розы и разводились фавероли (мясо-яичная порода кур, выведенная во Франции во второй половине XIX века).
В годы Великой Отечественной войны село было оккупировано немецкими войсками и освобождено 9 декабря 1941 года в рамках Тульской наступательной операции частями 41-й кавалерийской дивизии 10-й армии. По воспоминаниям И. Г. Фактора, ветерана дивизии:

Утром 9 декабря полк подошёл к железной дороге примерно в полукилометре северо-восточнее окраины Клекотки. К этому времени у нас уже были данные от командира ранее высланной разведки младшего лейтенанта А. Н. Суворова. Он доложил, что восточная окраина деревни Клекотки обороняется батальоном пехоты противника с артиллерийской и миномётной батареями, в деревне скопление фашистских автомашин и конных обозов…
Данные разведки свидетельствовали о численном превосходстве противника. И всё же мы приняли решение атаковать врага. Станковыми пулемётами усилили 2-й и 3-й эскадроны. Они должны были атаковать гитлеровцев с ходу в пешем строю. Атаку спешенных эскадронов поддерживала огнём артиллерийская батарея, а также миномётчики.
1-й эскадрон, усиленный взводом станковых пулемётов, в конном строю атаковал противника, оборонявшегося на северной окраине Клекотки. 4-й эскадрон был оставлен в резерве на случай отражения возможной контратаки и для развития успеха полка.
По команде «В атаку, вперёд!» конники бросились на врага. Все попытки фашистов удержать деревню оказались безуспешными. Отступая, они прежде всего начали отводить на запад свои тылы. Как сообщили нам местные жители, на запад они погнали и ранее захваченных в плен советских воинов.
Командир 1-го эскадрона старший лейтенант Воропаев бросился со своими конниками наперехват отступавшим. Вот где проявилась удаль лихих конников! Громкое «ура», блеск стальных клинков привели в ужас гитлеровцев. С криками «Казакен! Казакен!» они в панике бросились кто куда. Однако разгорячённые кони настигали бегущих, на их головы обрушивались беспощадные удары клинков.
4-му эскадрону младшего лейтенанта Ворсина мы приказали в конном строю мчаться на выручку колонны советских военнопленных и угоняемых фашистами мирных жителей. Кавалеристы настигли колонну, уничтожили немецкий конвой и освободили сотни советских людей.
В ходе боя за деревню Клекотки фашисты потеряли свыше сотни убитых, 28 солдат и офицеров было взято в плен. Наши трофеи: 28 автомашин с грузами, 3 легковушки, 40 подвод, 4 миномёта, 2 пушки и 9 мотоциклов.
День медленно угасал. Закончился бой, в котором победили мужество и воля, стойкость и высокое боевое мастерство.
После освобождения деревни Клекотки мы перерезали железнодорожную линию, идущую из Тулы на Скопин, и шоссе из Михайлова на Епифань. Наступление продолжалось.

В 1950-х годах в селе была размещена исправительная колония № 5 Рязанской области.
В 2008 году, в рамках региональной программы газификации, в селе обеспечено отопление на газу школы и детского сада.

## Усадьба Клёкотки

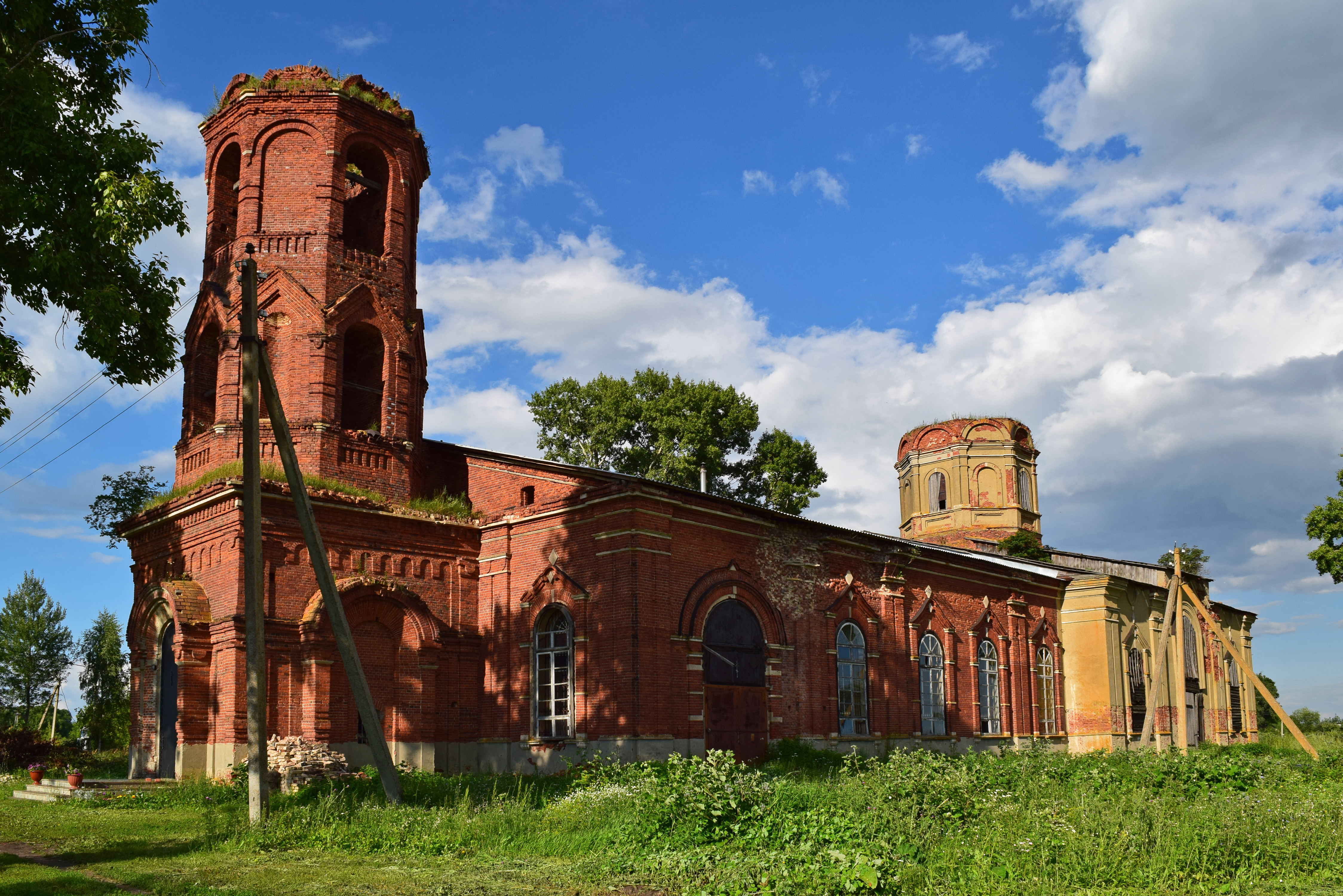
Церковь села Клекотки

Усадьба князей Голицыных основана в начале XVIII века в первой половине столетия и ей владел князь И. А. Голицын (ум. 1741), женатый на П.Б. Лихаревой (ум. 1742). затем их сын князь А. И. Голицын (1709—1728), женатый на С.М. Ржевской (1705—1762) и после сын последних гвардии прапорщик князь П. А. Голицын (1726—1751. В середине — второй половине XIX века князь В.К. Гагарин (1821—1899), женатый вторым браком на О.Д. Засецкой (1839—1902), далее их наследники.
Во второй половине XVIII века еще одна усадьба в Клёкотках принадлежала поручику в отставке князю П. А. Кропоткину (1738- до 1807), женатому на М. А. Сергеевой. В начале XIX века часть имения в качестве приданного отошла их дочери княжне А. П. Кропоткиной (г/р 1785), вышедшей замуж за лейб-гвардии прапорщика Ф. И. Страхова (г/р 1753). В этой усадьбе гостил внучатый племянник владелицы теоретик и один из вождей анархизма князь П. А. Кропоткин (1842—1921), женатый на С. Г. Рабинович (1856—1941).
С первой половины XIX века ещё одну усадьбу при селе делили дети Ф.И. и А. П. Страховых подпоручик А. Ф. Страхов (1812- до 1886), женатый первым браком на Н.В. Сергеевой (ум. до 1850) и П. Ф. Страхова (1808—1846), вышедшая замуж за капитана С.С. Селезнева (г/р 1805). Далее дочь последних М. С. Селезнева.
Сохранилась действующая церковь Воздвижения конца XIX века, построенная на месте прежней деревянной, надгробие Н. В. Страховой жены А. Ф. Страхова, похороненой у храма. Вокруг церкви — обсадка из тополей и лип.

## Население
| 2010 |
| ---- |
| 1992 |

### Известные уроженцы
- Авилова, Лидия Алексеевна (1864—1943) — российская писательница и мемуаристка.
- Бобров, Владимир Васильевич (род. 1945) — советский и российский археолог.
- Зотов, Матвей Иванович (1914—1970) — советский лётчик-истребитель, Герой Советского Союза.
- Каменский, Григорий Николаевич (1892—1959) — советский учёный-гидрогеолог, член-корреспондент АН СССР (1953).

## Инфраструктура
В селе расположены Клекотковская средняя общеобразовательная школа, исправительная колония № 5 УФСИН Рязанской области, профессиональное училище УФСИН № 71, детский сад и сельскохозяйственный производственный кооператив.

## Достопримечательности
Основные достопримечательности села — Богоявленская церковь (1899 года постройки) и здания станции Клекотки Сызрано-Вяземской железной дороги (1870-е годы, ныне относится к Московской железной дороге), которые связаны с жизнью писателя Л. Н. Толстого.
В селе сохранились фундаменты усадебных строений Кропоткиных, церкви и одичавший парк.